# Pesek
Pesek (o anche Pese) è una frazione del comune di San Dorligo della Valle (TS) nei pressi del confine con la Slovenia, alle pendici sudorientali del monte Cocusso (Kokoš in sloveno). Sebbene il nome ufficiale sia Pesek, l'abitato è conosciuto anche con il nome italiano di Pese o Pese di Grozzana, che era il nome ufficiale in questa lingua fino al 2004.
Dal 1954 e fino alla piena integrazione della Slovenia nello spazio comune europeo, qui sorgeva uno dei principali valichi di confine internazionali della regione Friuli-Venezia Giulia.
All'inizio del paese è sita la chiesa parrocchiale della Beata Vergine Immacolata, edificata nel 1954 su progetto dell'architetto Vilko Čekuta e sede della Parrocchia di San Tommaso Apostolo nella Diocesi di Trieste.
La maggior parte degli abitanti appartiene alla comunità etno-linguistica slovena.